# 世にも奇妙な物語 2014年 春の特別編
『世にも奇妙な物語 2014年 春の特別編』（よにもきみょうなものがたり 2014ねん はるのとくべつへん）は、2014年4月5日（土）21:00 - 23:10にフジテレビ「土曜プレミアム」枠で放送された『世にも奇妙な物語』の特別編。

## ストーリーテラー

### キャスト
- ストーリーテラー（語り） - タモリ
- 美女 - 小林恵美

### スタッフ
- 脚本 - 安江渡、川野将一
- 演出 - 植田泰史

## ニートな彼とキュートな彼女

### ストーリー
近未来の日本。就職浪人中の雅志（玉森裕太）は、最新の「ホームネットワークサーバー」付きの、格安の単身者用公団アパートに入居した。そこでは個人データを入力するとホログラム映像のメイド（木村文乃）が現れ、専用コンシェルジュとして室内の電子機器を統括管理してくれるのだった。

### キャスト
- 秋田 雅志 / MM2020α - 玉森裕太[2]
- 五木 美優 / MM2020α - 木村文乃

### スタッフ
- 原作 - わかつきひかる「ニートな彼とキュートな彼女」（『原色の想像力2』所収 / 東京創元社）[3]
- 脚本 - 小澤俊介
- 挿入歌 - YMO『Behind The Mask』
- 演出 - 高丸雅隆

## 墓友

### ストーリー
千代美（渡辺えり）は共同墓を生前に購入し、隣の墓を購入した夕子（真野響子）と親しくなる。夕子は千代美とお揃いのコートを着るようになったり、赤いマフラーを贈ったりと、その行動が徐々に常軌を逸脱するようになる。

### キャスト
- 軽部 千代美 - 渡辺えり
- 伊能 夕子 - 真野響子
- 江上 - 円城寺あや
- 篠田 - よしのよしこ
- 工事作業員 - 菅谷哲也
- 夕子の隣人主婦 - 兎本有紀
- 自転車の青年 - 上野山浩
- 医師 - 石原善暢
- 近所の主婦A - 森澤早苗
- 近所の主婦B - 和泉今日子
- 老婦人A - 仲野元子
- 老婦人B - 小貫加恵
- 千代美の娘(声) - 上原梓

### スタッフ
- 脚本 - 吉井三奈子
- 演出 - 松木創

## 空想少女

### ストーリー
女子高生の薫（能年玲奈）は学校に馴染めず、歴史小説を読むことを趣味としていた。そして通学時間中に会うイケメンの春斗（入江甚儀）を石田三成のイメージに重ねて妄想することを日々の楽しみにしていた。ある日通学中のバスで老人に席を譲りそびれた薫。次に同じ老人が現れたとき、その老人はなぜか鎧兜を身にまとっていた。

### キャスト
- 朝比奈 薫 - 能年玲奈[4]
- 土田 恵美 - 飯豊まりえ
- 美沢 春斗 - 入江甚儀
- 老人 - ミッキー・カーチス、伊藤幸純
- 居眠りする中年男 - 千葉ペイトン
- 席を譲る中年男 - 山崎崇史
- 荷物の多いおばさん - 須永千重
- 徳川家康 - 小杉幸彦
- 織田信長 - 窪寺昭
- 木下藤吉郎(豊臣秀吉) - 南優
- 生徒A - 夏居瑠奈
- 生徒B - 山田帆風
- 生徒C - 安田彩奈
- 生徒D - 加藤果林
- 妊婦 - 桃香
- ゲームに夢中の帰宅部の中学生 - 大邑颯斗
- バスの運転手(声) - 鶴岡聡

### スタッフ
- 原作 - おかもと（仮）「空想少女は悶絶中」（『5分で読める!ひと駅ストーリー 乗車編』所収 / 宝島社）
- 脚本 - 向田邦彦
- 演出 - 植田泰史
- 映像・写真協力 - 信玄公宝物館、岩国美術館、小田原城天守閣
- 「空想少女」ロゴ - 町田健一

## ラスト・シネマ

### ストーリー
映像ディレクターの綾乃（榮倉奈々）は彼氏の和彦（金子ノブアキ）との別れ話の後に工事現場のパイプが落下する事故に巻き込まれる。その直後、綾乃はいつの間にか映画館にいた。そこでは自らの生涯がスクリーンに流れ始め、自分が走馬灯を見ていることに気付く。しかしその映像のクオリティがあまりに低かったため、支配人（きたろう）に文句をつけ、自ら走馬灯の編集作業をすることになる。

### キャスト
- 星野 綾乃 - 榮倉奈々（幼少期：西澤愛菜）
- 岩崎 和彦 - 金子ノブアキ（幼少期：黒澤宏貴）
- 支配人 - きたろう
- 新米AD - 大鶴佐助
- 編集マン - 三上市朗
- 和彦の母 - 野間洋子（青年期：箭内恵理子）
- スタッフA - 広瀬諒人
- 上司 - 羽田真
- 老婆 - 吉田幸矢
- 看護師 - 永田真子
- 女子社員 - 吉田怜菜
- 男子社員 - 石川伸一郎
- 男子生徒1 - 柿本拓実
- 男子生徒2 - 武藤賢人
- 綾乃の母親 - 太田美恵
- 電話の声 - 川口圭子

### スタッフ
- 脚本 - 小峯裕之
- 演出 - 山内大典

## 復讐病棟

### ストーリー
体育教師の石田（赤井英和）は骨折で入院中の息子のことで、担当医（藤木直人）に突然呼び出される。落雷で停電中の病院の中、担当医は手術は順調であることを告げた後に、体罰を受けていた過去についての世間話を始める。

### キャスト
- 医師 - 藤木直人（高校時代：清水尚弥）
- 石田 道夫 - 赤井英和
- 看護師 - 奥田ワレタ
- 石田 優二 - 豊友大
- ラジオの声 - 田中秀幸

### スタッフ
- 原作 - 清水義範『復讐病棟』（『アキレスと亀』所収 / 廣済堂出版）
- 脚本 - 高山直也
- 演出 - 石川淳一

## 共通スタッフ
- 音楽 - 蓜島邦明
- 演出補 - 北坊信一、山田祐輔、鎌田敏明、本間利幸
- タイトル - 岩崎光明
- CGタイトル - 大村卓、岩下みどり
- スタントコーディネート - 釼持誠
- 殺陣指導 - 新実
- 編成企画 - 成田一樹、水野綾子、加藤達也
- プロデューサー - 小林宙、後藤庸介
- アソシエイトプロデュース - 小椋久雄、岩田祐二
- プロデューサー補 - 久松大地、牧原猛
- 制作 - フジテレビ
- 制作著作 - 共同テレビ